# Didier Chouat
Pour les articles homonymes, voir Chouat.
Didier Chouat, né le 24 avril 1945 à Paris et mort le 20 novembre 2014 à Saint-Brieuc, est un enseignant et homme politique français.

## Biographie
Enseignant en histoire-géographie de profession, il est élu en 1981 député de la troisième circonscription des Côtes-d'Armor, pour la VIIe législature, et est réélu successivement en 1986 et 1988. En 1993, il est battu par le candidat du Rassemblement pour la République, Marc Le Fur qui obtient 51,33 % des suffrages au second tour.
Il retrouve son mandat en 1997, à l'occasion de la XIe législature. Au cours de ce mandat, il est membre de la commission des affaires culturelles, familiales et sociales puis de la commission des finances, de l'économie générale et du Plan.
Il est à nouveau battu par Marc Le Fur en 2002 en n'obtenant que 47,29 % des voix au second tour. Il choisit de ne pas se représenter pour les élections législatives de 2007.
Il est maire de Loudéac de 1989 à 2001 et conseiller général du canton de Loudéac de 1985 à 1992.
Il meurt le 20 novembre 2014. Son frère Francis Chouat devient député à son tour en novembre 2018.

## Détail des fonctions et des mandats

### Député
- 2 juillet 1981 - 1er avril 1986 : député de la troisième circonscription des Côtes-d'Armor
- 2 avril 1986 - 14 mai 1988 : député de la troisième circonscription des Côtes-d'Armor
- 6 juin 1988 - 1er avril 1993 : député de la troisième circonscription des Côtes-d'Armor
- 1er juin 1997 - 18 juin 2002 : député de la troisième circonscription des Côtes-d'Armor

### Conseiller général
- 1985 - 1992 : canton de Loudéac

### Maire / conseiller municipal
- 17 mars 1989 - 18 juin 1995 : maire de Loudéac
- 19 juin 1995 - 18 mars 2001 : maire de Loudéac